# Dar Naim
Dar Naim este o comună din Nouakchott, Mauritania, cu o populație de 61.089 locuitori.